# Xiphophorus continens
Xiphophorus continens är en fiskart som beskrevs av Rauchenberger, Kallman och Morizot, 1990. Xiphophorus continens ingår i släktet Xiphophorus och familjen Poeciliidae. Inga underarter finns listade i Catalogue of Life.